# أوبري ويد
أوبري ويد (بالإنجليزية: Aubrey Wade)‏ هو فنان ومصور بريطاني، ولد في 1977 في هولندا في مملكة هولندا.